# Hymn ido
Hymn międzynarodowego języka pomocniczego ido został napisany przez Sten Liljedahla na melodię La Espero – hymnu esperanto, skomponowaną z kolei przez Belga Féliciena Menu de Ménil.

## Słowa hymnu
Yen ni venas mikra Idistaro

kun ideo bel e praktikal,

por montrar ad obstinem homaro

maxim bona verko mondlingual,

Lernez Ido simpla e sparema

nam stranjera lingui desfacil

esas nur obstakli disipema,

qui impedas agi plu fertil.

Helpez do per honoroz kombato,

frati sur la tero sospirant,

al felica e vinkoza fato,

quan meritas linguo unigant !

Vivez Ido, nia grand idolo,

kom la vera linguo futural !

Brilez stelo, nia kar simbolo,

klare tra la mondo unesal !